# Teodoro San José
Teodoro San José (Madrid, 1866-Madrid, 1930) fue un músico y compositor español.

## Biografía
Nacido el 9 de noviembre de 1866 en Madrid, compuso música para teatro. Entre las composiciones de San José, que tuvo en su haber alrededor de cien actos de zarzuela, se encuentran títulos como Epílogo, ¡Por España!, Los embusteros, El día de la ascensión, El guirigay, Don Quijote de la Mancha, Gerona, Sebastián el Marquesito, El Gitanillo o El abanico de su majestad. También escribió El arte del canto y La música como elemento educativo. Falleció en su ciudad natal el 25 de junio de 1930, sumido en la pobreza y el olvido, y fue enterrado en el cementerio de la Almudena.